# (560) Delila
(560) Delila – planetoida z grupy pasa głównego asteroid okrążająca Słońce w ciągu 4 lat i 209 dni w średniej odległości 2,75 j.a. Została odkryta 13 marca 1905 roku w Landessternwarte Heidelberg-Königstuhl, w Heidelbergu przez Maxa Wolfa. Nazwa planetoidy pochodzi od imienia Dalili, postaci biblijnej, kochanki Samsona. Przed jej nadaniem planetoida nosiła oznaczenie tymczasowe (560) 1905 QF.